# Cerro del Mono
Cerro del Mono är en ort i Mexiko.   Den ligger i kommunen Ocotepec och delstaten Chiapas, i den sydöstra delen av landet, 700 km öster om huvudstaden Mexico City. Cerro del Mono ligger 627 meter över havet och antalet invånare är 154.
Terrängen runt Cerro del Mono är huvudsakligen kuperad, men den allra närmaste omgivningen är bergig. Runt Cerro del Mono är det ganska tätbefolkat, med 80 invånare per kvadratkilometer. Närmaste större samhälle är Tapilula, 18,0 km öster om Cerro del Mono. I omgivningarna runt Cerro del Mono växer i huvudsak städsegrön lövskog.